# Хімія ґрунтів
Хі́мія ґрунті́в — це розділ ґрунтознавства, що вивчає хімічні основи ґрунтоутворення та родючості ґрунтів. Основою для вирішення цих питань є дослідження складу, властивостей ґрунтів і процесів які протікають у ґрунтах на іонно-молекулярному і колоїдному рівнях. У той же час хімія ґрунтів бере участь у розробці багатьох нетрадиційних проблем, що знаходяться на стику ряду наук: ґрунтознавства, екології, геології, біогеохімії, органічної і неорганічної хімії та ін.
У сучасній хімії ґрунтів можна виділити п'ять головних напрямків:
- хімія ґрунтової маси
- хімія ґрунтових процесів
- хімічні основи ґрунтової родючості
- аналітична хімія ґрунтів
- хімічне забруднення ґрунтів

## Окремі питання хімії ґрунтів
- обмінна здатність ґрунту
- pH ґрунту
- процеси мінералоутворення
- хімічні реакції
- окисно-відновні реакції
- проблеми хімії ґрунту.